# Biodanza
Biodanza (Grieks βίος, bios „leven“, Spaans danza „dans“; „Dans van het leven“) is een systeem gericht op zelfontplooiing en het verhogen van de levenskwaliteit door middel van dans, muziek en groepservaringen. Het is ontwikkeld door psycholoog en medisch antropoloog Rolando Toro Araneda in de jaren 1960 in Chili (Zuid-Amerika) en is wereldwijd verspreid in 54 landen, waaronder Nederland en België. In de systematiek worden door middel van danssessies de ontwikkeling en integratie van vijf zogenaamde levenslijnen gestimuleerd: vitaliteit, seksualiteit, creativiteit, affectie en transcendentie. De oefeningen beogen het ervaren van verschillende aspecten van het leven met verhoogde aandacht en bewustzijn, zogenaamde Vivencias.

## Methodiek
Biodanza streeft ernaar mensen meer plezier en gevoel in het leven te geven door het gezonde deel van het individu aan te spreken. Dansen, muziek en onderling contact worden ingezet als middel om intense, positieve belevingen op te roepen. Deze belevingen worden aangeduid met de term “vivencia”. Volgens de achterliggende theorie wordt hiermee een proces van organische vernieuwing en integratie in gang gezet. Gaandeweg ontvouwt zich meer van het werkelijk potentieel van de persoon. Met name kan er heling zijn op het vlak van verbinding, nabijheid, tederheid en liefde. Verdere beoogde resultaten zijn een versterking van persoonlijkheid, gezondheid en het gevoel dat men leeft. Er wordt gewerkt met vijf thema's (“lijnen van vivencia”) die in het leven van mensen belangrijk zijn.
1. Vitaliteit: levenslust, kracht en plezier om te leven; het individu wordt zich bewust van het zelfregulerend vermogen van het lichaam, zoals balans tussen actie en rust
2. Seksualiteit: het ontdekken en verfijnen van mannelijke en vrouwelijke eigenschappen; waarnemen door alle zintuigen en genieten van de kleine geneugten van het leven
3. Creativiteit: contact maken met het inherente vermogen tot scheppen dat ieder mens heeft en in ieder kind tot uiting komt; het eigen leven als kunstwerk
4. Affectiviteit: het ontwikkelen van zorgzaamheid, generositeit en de moed tot liefhebben van mensen en de wereld om ons heen; het leren van de taal van tederheid
5. Transcendentie: zich verbonden weten met het grote geheel; verder kijken dan het eigen belang, verbinding voelen met de natuur en met het leven op zich, als wonder, voorbij het meet- en weegbare.

## Effecten
Als mogelijke effecten worden genoemd: een verhoogde mate van vitaliteit, affectie, plezier, gezondheid, verbondenheid, creativiteit en eigenwaarde. Biodanza is erop gericht mensen een verhoogde gevoeligheid te geven (in positieve zin), voor zichzelf en het eigen lijf, de ander, muziek en beweging, de omringende schoonheid, kunst en natuur. Dit kan mensen helpen ongunstige situaties sneller te herkennen en te vermijden, of er beter mee om te gaan en verantwoordelijkheid te nemen. Verschillende publicaties presenteren verslagen over de diepe invloed die biodanza kan hebben op het persoonlijk welbevinden, de gunstige werking van biodanza op psychische gezondheid en stressverwerking, alsook de positieve effecten op functioneren van het immuunsysteem.

## Specifieke toepassingen
Biodanza kent een aantal specifieke toepassingen, zoals:
- Aquabiodanza (biodanza in het water)

- Biodanza voor kinderen
- Biodanza voor ouderen
- Biodanza met gehandicapten
- Biodanza in bedrijven.

## Biodanza in Nederlands taalgebied
Sinds 2000 wordt biodanza ook in Nederland gegeven. De Nederlandse docenten hebben zich verenigd in de Vereniging Biodanza Nederland (VBN). In Nederland zijn zo'n 200 biodanza-groepen actief. Tevens zijn er in Nederland vijf scholen waar studenten hun achtergrond in biodanza verder kunnen verdiepen en eventueel ook zelf docent kunnen worden. Het opleidingstraject tot docent bestaat uit een training van drie jaar plus één à twee jaar lesgeven onder supervisie. Ook in België zijn diverse biodanza-groepen en vijf scholen.